# Rialto (Liguria)
Rialto – miejscowość i gmina we Włoszech, w regionie Liguria, w prowincji Savona.
Według danych na rok 2004 gminę zamieszkiwały 542 osoby, 28,5 os./km².